# 下邽県
下邽県（かけい-けん）は、かつて中国にあった県の一つである。現在の陝西省渭南市臨渭区下邽鎮にあたる。

## 歴史
紀元前7世紀に秦の武公が異民族の邽を征服し、現在の甘粛省に上邽県を置いた。その邽の人が移り住んだため、下邽の名が付けられたという。
前漢では京兆尹の下に置かれた。
『後漢書』郡国志には見えない。しかし、後漢末に華歆が下邽の県令への転出を願ったことがあり、いったん廃止されたとしても再度設置されたようである。
西晋では馮翊郡の下に置かれた。
隋代に華州の延寿郡に属したが、開皇3年（583年）11月に全国で郡が廃止になったため、華州に直属した。大業3年（607年）4月にふたたび全国に郡が置かれたとき、馮翊郡に属した。またこの頃蓮勺県を合併した。
唐が建国した武徳元年（618年）に馮翊郡は同州に改称した。垂拱元年（685年）に下邽県は隣の華州に移管した。その後の華州は、垂拱2年（686年）に太州、天宝元年（742年）に華陰郡、乾元元年（758年）にまた華州、上元（760年）にまた太州、宝応元年（762年）にまた華州とたびたび改称したが、下邽県はずっとその下にあった。
北宋では華州の下に置かれた。
金の時代にも華州の下にあり、管内に素化鎮と新市鎮の2鎮があった。明昌3年（1192年）12月に、下邽県に武定鎮が置かれた。

## 行政官
- 下邽令（県令）
  - 陸応 - 唐[11]

- 下邽尉（県尉）
  - 趙公儀 - 唐[12]
  - 薛存亮 - 唐[13]

- 下邽主簿
  - 崔重 - 唐[14]
  - 宋璫 - 後周[15]

## 公侯
- 下邽県公
  - 李賢 - 北魏。永熙3年（534年）封 - 恭帝元年（554年）河西郡公[16]